# Leichtathletik-Weltmeisterschaften 1997/Kugelstoßen der Männer
Das Kugelstoßen der Männer bei den Leichtathletik-Weltmeisterschaften 1997 wurde am 2. August 1997 im Olympiastadion der griechischen Hauptstadt Athen ausgetragen.
Die Kugelstoßer der Vereinigten Staaten errangen in diesem Wettbewerb mit Gold und Bronze zwei Medaillen. Weltmeister wurde der Titelverteidiger und Olympiazweite von 1996 John Godina. Er gewann vor dem Deutschen Oliver-Sven Buder. Bronze ging an Cottrell J. Hunter.

## Bestehende Rekorde
| Weltrekord               | 23,12 m | Randy Barnes   | Los Angeles, USA        | 20. Mai 1990    |
| Weltmeisterschaftsrekord | 22,23 m | Werner Günthör | WM 1987 in Rom, Italien | 29. August 1987 |

Der bestehende WM-Rekord wurde bei diesen Weltmeisterschaften nicht eingestellt und nicht verbessert.

## Doping
In diesem Wettbewerb gab es einen Dopingfall.
Der zunächst erstplatzierte Ukrainer Oleksandr Bahatsch wurde des Dopingmissbrauchs mit Ephedrin überführt und disqualifiziert.
In erster Linie benachteiligt waren folgende drei Athleten:
- John Godina, USA – Er erhielt seine Goldmedaille erst mit einigen Tagen Verspätung.
- Cottrell J. Hunter, USA – Er war bei der Siegerehrung nicht dabei und erhielt seine Bronzemedaille erst mit Verspätung.
- Michael Mertens, Deutschland – Ihm hätten als Achtplatziertem im Finale drei weitere Versuche zugestanden.
- Manuel Martínez, Spanien – Er hätte über seine Weite als Zwölftplatzierter der Qualifikation am Finale teilnehmen dürfen.

## Legende
Kurze Übersicht zur Bedeutung der Symbolik – so üblicherweise auch in sonstigen Veröffentlichungen verwendet:
| – | verzichtet                            |
| x | ungültig                              |
| r | Wettkampf nicht fortgesetzt (retired) |

## Qualifikation
2. August 1997, 8:50 Uhr
33 Teilnehmer traten in zwei Gruppen zur Qualifikationsrunde an. Die Qualifikationsweite für den direkten Finaleinzug betrug 19,80 m. Elf Athleten übertrafen diese Marke (hellblau unterlegt). Das Finalfeld wurde mit dem nächstplatzierten Sportler auf zwölf Kugelstoßer aufgefüllt (hellgrün unterlegt). So mussten schließlich 19,71 m für die Finalteilnahme erbracht werden.

### Gruppe A
| Platz | Name               | Nation         | Resultat (m)              | 1. Versuch (m)            | 2. Versuch (m)            | 3. Versuch (m)            |
| 1     | John Godina        | USA            | 21,10                     | 21,10                     | –                         | –                         |
| 2     | Mika Halvari       | Finnland       | 20,10                     | 20,10                     | –                         | –                         |
| 3     | Burger Lambrechts  | Südafrika      | 19,91                     | x                         | 19,36                     | 19,91                     |
| 4     | Michael Mertens    | Deutschland    | 19,88                     | 19,88                     | –                         | –                         |
| 5     | Randy Barnes       | USA            | 19,51                     | 19,23                     | 19,51                     | x                         |
| 6     | Arsi Harju         | Finnland       | 19,43                     | x                         | x                         | 19,43                     |
| 7     | Corrado Fantini    | Italien        | 19,30                     | 19,30                     | 18,74                     | x                         |
| 8     | Miroslav Menc      | Tschechien     | 19,23                     | 19,07                     | 19,23                     | x                         |
| 9     | Bradley Snyder     | Kanada         | 18,94                     | 17,76                     | 18,52                     | 18,94                     |
| 10    | Viktor Bulat       | Belarus        | 18,61                     | 17,97                     | 18,61                     | x                         |
| 11    | Kjell Ove Hauge    | Norwegen       | 18,37                     | 18,12                     | x                         | 18,37                     |
| 12    | Sergei Rubzow      | Kasachstan     | 18,16                     | 18,16                     | x                         | x                         |
| 13    | Chima Ugwu         | Nigeria        | 18,00                     | 17,25                     | 17,84                     | 18,00                     |
| 14    | Mark Proctor       | Großbritannien | 17,99                     | 17,99                     | x                         | x                         |
| 15    | Milan Haborák      | Slowakei       | 17,85                     | 17,85                     | x                         | x                         |
| 16    | Aléxios Leonídis   | Griechenland   | 17,77                     | 17,77                     | r                         | –                         |
| DOP   | Oleksandr Bahatsch | Ukraine        | für das Finale zugelassen | für das Finale zugelassen | für das Finale zugelassen | für das Finale zugelassen |

In der Qualifikation aus Gruppe A ausgeschiedene Kugelstoßer:

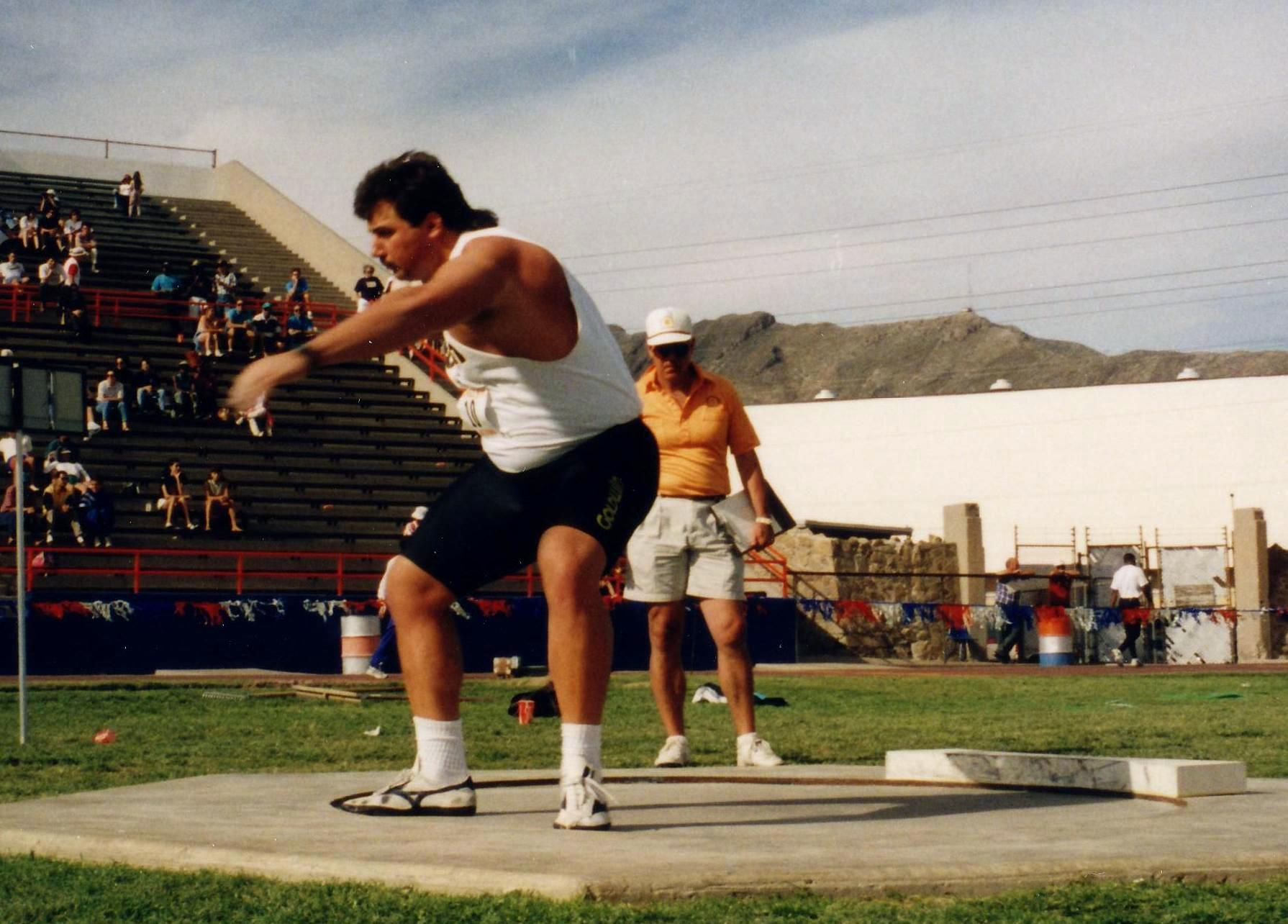
Weltrekordinhaber Randy Barnes, 1996 Olympiasieger, 1988 Olympiazweiter, 1993 Vizeweltmeister und 1995 WM-Dritter – 19,51 m
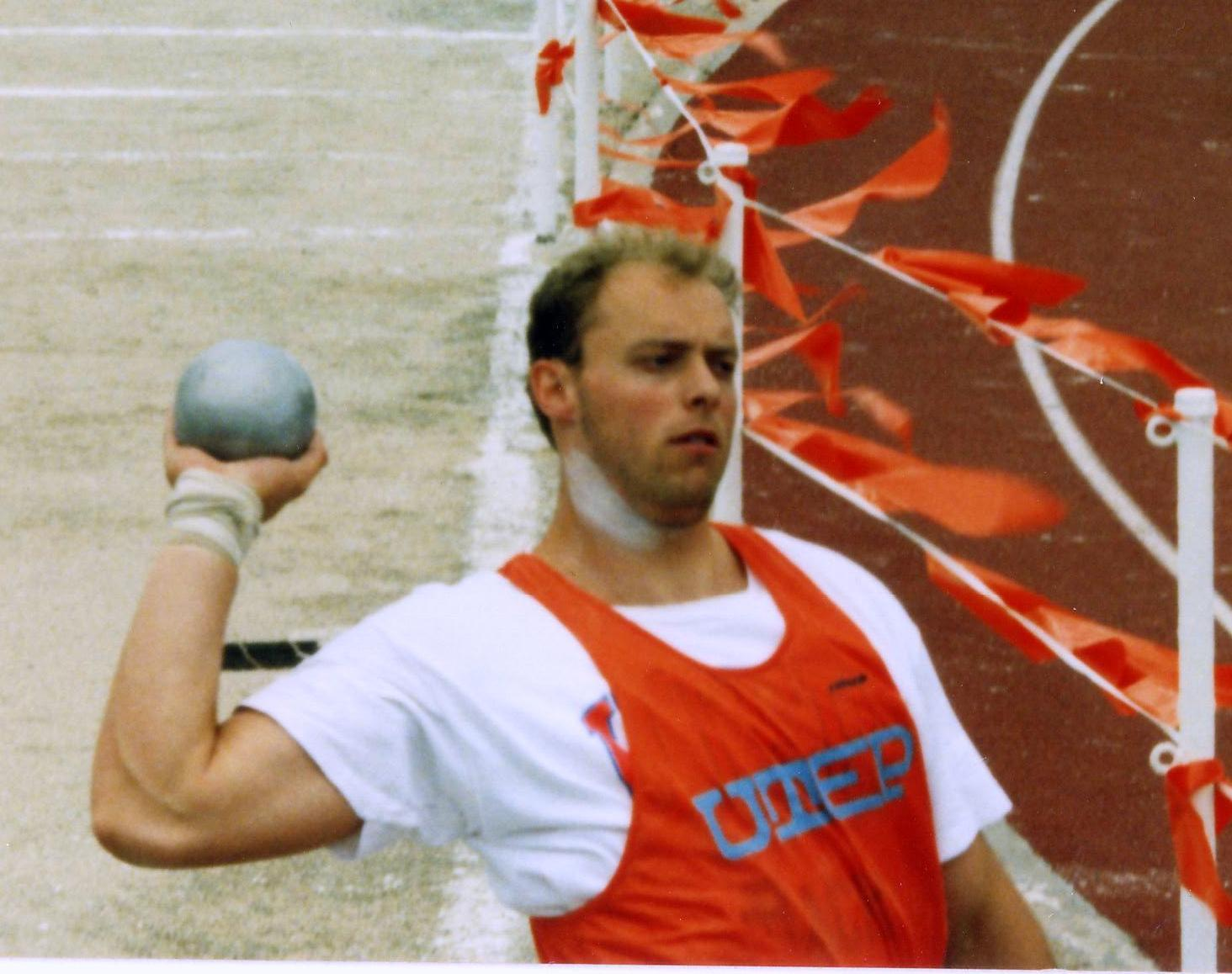
Kjell Ove Hauge – 18,37 m
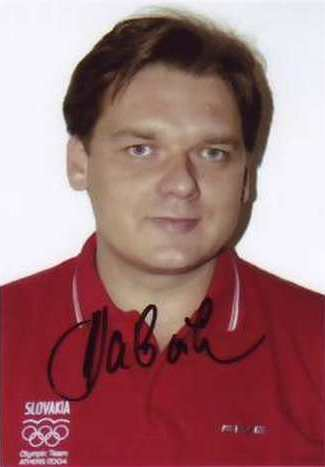
Milan Haborák – 17,85 m

### Gruppe B
| Platz | Name                 | Nation             | Resultat (m) | 1. Versuch (m) | 2. Versuch (m) | 3. Versuch (m) | Anmerkung                              |
| 1     | Oliver-Sven Buder    | Deutschland        | 20,53        | 20,53          | –              | –              |                                        |
| 2     | Jurij Bilonoh        | Ukraine            | 20,31        | 19,75          | 20,31          | –              |                                        |
| 3     | Roman Wirastjuk      | Ukraine            | 20,13        | 20,13          | –              | –              |                                        |
| 4     | Cottrell J. Hunter   | USA                | 20,05        | 19,48          | 19,68          | 20,05          |                                        |
| 5     | Kevin Toth           | USA                | 19,99        | x              | x              | 19,99          |                                        |
| 6     | Paolo Dal Soglio     | Italien            | 19,93        | 18,83          | 19,93          | –              |                                        |
| 7     | Saulius Kleiza       | Litauen            | 19,71        | 19,71          | x              | 18,99          |                                        |
| 8     | Manuel Martínez      | Spanien            | 19,61        | 19,61          | 19,23          | x              | eigentlich für das Finale qualifiziert |
| 9     | Bilal Saad Mubarak   | Katar              | 19,08        | 18,09          | 18,90          | 19,08          |                                        |
| 10    | Dragan Perić         | BR Jugoslawien     | 19,05        | 18,86          | 19,05          | 18,93          |                                        |
| 11    | Stevimir Ercegovac   | Kroatien           | 19,00        | 19,00          | r              | –              |                                        |
| 12    | Yojer Medina         | Venezuela          | 18,92        | 18,36          | 18,31          | 18,92          |                                        |
| 13    | Dsmitryj Hantscharuk | Belarus            | 18,60        | 18,33          | 18,60          | x              |                                        |
| 14    | Shaun Pickering      | Großbritannien     | 18,10        | 18,10          | 17,84          | 17,42          |                                        |
| 15    | Wjatscheslaw Lycho   | Russland           | 18,04        | 17,77          | 17,67          | 18,04          |                                        |
| 16    | Faae Talalemotu      | Nördliche Marianen | 13,96        | 13,96          | 13,11          | 12,92          |                                        |
| DNS   | Tarek Al-Najjar      | Jordanien          |              |                |                |                |                                        |

## Finale
2. August 1997, 19:10 Uhr
| Platz | Name               | Nation      | Resultat (m) | 1. Versuch (m) | 2. Versuch (m) | 3. Versuch (m) | 4. Versuch (m)                             | 5. Versuch (m)                             | 6. Versuch (m)                             |
| 1     | John Godina        | USA         | 21,44        | 21,24          | 21,39          | 21,44          | 21,19                                      | 21,20                                      | x                                          |
| 2     | Oliver-Sven Buder  | Deutschland | 21,24        | 20,79          | 20,18          | 20,41          | 21,05                                      | x                                          | 21,24                                      |
| 3     | Cottrell J. Hunter | USA         | 20,33        | 20,22          | 20,30          | x              | x                                          | x                                          | 20,33                                      |
| 4     | Jurij Bilonoh      | Ukraine     | 20,26        | x              | 20,22          | x              | 20,26                                      | x                                          | x                                          |
| 5     | Mika Halvari       | Finnland    | 20,13        | x              | 20,13          | x              | x                                          | x                                          | x                                          |
| 6     | Roman Wirastjuk    | Ukraine     | 20,12        | 20,00          | 20,01          | 20,12          | x                                          | x                                          | x                                          |
| 7     | Kevin Toth         | USA         | 20,02        | 19,50          | 20,02          | x              | x                                          | x                                          | x                                          |
| 8     | Michael Mertens    | Deutschland | 19,91        | 19,82          | 19,91          | 19,86          | eigentlich zu 3 weiteren Stößen berechtigt | eigentlich zu 3 weiteren Stößen berechtigt | eigentlich zu 3 weiteren Stößen berechtigt |
| 9     | Paolo Dal Soglio   | Italien     | 19,77        | 19,77          | x              | x              | nicht im Finale der besten acht Athleten   | nicht im Finale der besten acht Athleten   | nicht im Finale der besten acht Athleten   |
| 10    | Burger Lambrechts  | Südafrika   | 19,39        | x              | 19,39          | x              | nicht im Finale der besten acht Athleten   | nicht im Finale der besten acht Athleten   | nicht im Finale der besten acht Athleten   |
| 11    | Saulius Kleiza     | Litauen     | 18,25        | 18,25          | x              | x              | nicht im Finale der besten acht Athleten   | nicht im Finale der besten acht Athleten   | nicht im Finale der besten acht Athleten   |
| DOP   | Oleksandr Bahatsch | Ukraine     |              |                |                |                |                                            |                                            |                                            |

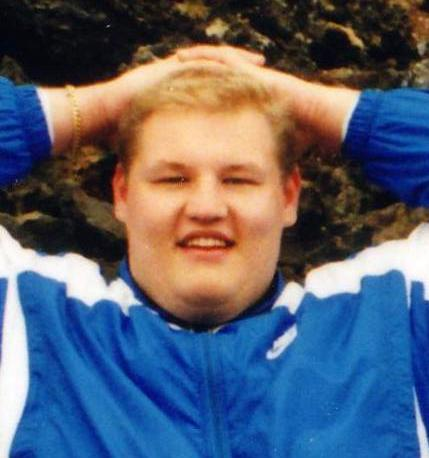
Der fünftplatzierte Mika Halvari
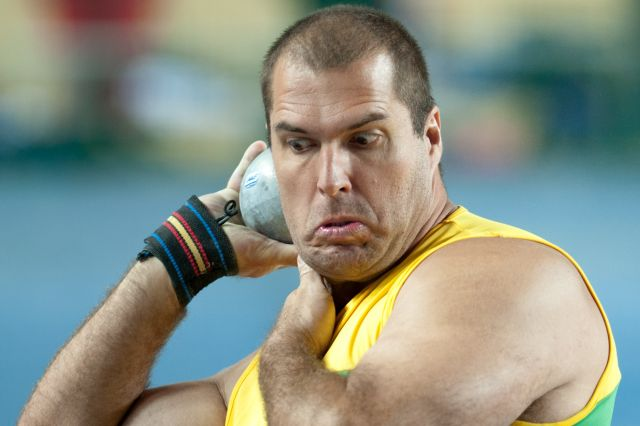
Rang zehn für Burger Lambrechts

## Video
- 1997 IAAF World Championships Mens shot put Final auf youtube.com, abgerufen am 13. Juni 2020